# Рыбников, Юрий Константинович
Юрий Константинович Рыбников (27 января 1917, Кострома — 1986, Кострома) — советский композитор и поэт, основатель Костромского русского народного хора.

## Биография
Воспитанник ленинградской композиторской школы, 25 лет жизни отдал Костромскому самодеятельному русскому народному хору.
Большой энтузиаст, безгранично преданный своей неизменной любви — русской народной песне — Ю. К. Рыбников смог поставить самодеятельный хор на уровень профессионального.
Написал большое количество песен, разноплановых и самобытных, многие из них исполняются профессиональными и самодеятельными народными хорами Российской Федерации («Майским утром», «Новый дом», «Весенние поляночки», «Ой, Россия!» и т. д.).
Песни Юрия Константиновича Рыбникова и обработки русских народных песен печатаются в Московских издательствах, исполняются по центральным каналам радио и телевидения и порой объявляются народными: «Волга — родина моя», «Девичья лирическая», «На крылечке».
Имя Юрия Константиновича Рыбникова носит созданный им народный коллектив — Ансамбль песни и танца им. Ю. К. Рыбникова.

## Награды и звания
Медаль «За доблестный труд в Великой Отечественной войне 1941—1945 гг.»
Серебряная медаль ВДНХ СССР «За успехи в народном хозяйстве СССР»
1965 г. — звание Заслуженный работник культуры РСФСР (Указ Президиума Верховного Совета РСФСР от 22 ноября 1965)